# Zbiór generatorów grupy
Zbiór generatorów grupy – podzbiór, który nie zawiera się w żadnej podgrupie właściwej danej grupy. Równoważnie zbiór generatorów grupy to taki podzbiór grupy, że każdy element grupy można przedstawić jako kombinację (względem operacji grupowej) skończenie wielu elementów tego podzbioru i ich elementów odwrotnych (w notacji addytywnej odpowiada to kombinacji liniowej).
Ogólniej, jeżeli {\displaystyle S} jest podzbiorem grupy {\displaystyle G} to podgrupa generowana przez {\displaystyle S}, oznaczana symbolem {\displaystyle \langle S\rangle } jest najmniejszą podgrupą grupy {\displaystyle G} zawierającą każdy element zbioru {\displaystyle S,} czyli częścią wspólną wszystkich podgrup zawierających elementy {\displaystyle S}. Równoważnie {\displaystyle \langle S\rangle } to podgrupa tych wszystkich elementów {\displaystyle G,} które mogą być przedstawione jako skończony iloczyn elementów {\displaystyle S} i ich odwrotności. 
Gdy {\displaystyle G=\langle S\rangle ,} to mówi się, że {\displaystyle S} generuje {\displaystyle G.} Elementy {\displaystyle S} nazywa się wtedy generatorami grupy {\displaystyle G.} Jeśli {\displaystyle S} jest zbiorem pustym, to {\displaystyle \langle S\rangle } jest grupą trywialną {\displaystyle \{e\}.}
Jeśli {\displaystyle S} zawiera tylko jeden element {\displaystyle x,} to zwykle pisze się {\displaystyle \langle x\rangle } (z tego zapisu korzysta się także dla skończonej liczby generatorów). W tym przypadku {\displaystyle \langle x\rangle } jest podgrupą cykliczną potęg {\displaystyle x,} która jest grupą cykliczną; mówi się wtedy, że grupa ta jest generowana przez {\displaystyle x.} O tym, że {\displaystyle x} generuje grupę można równoważnie powiedzieć, iż {\displaystyle \langle x\rangle } jest równe całej grupie {\displaystyle G.} Dla grup skończonych jest to także równoważne stwierdzeniu, iż {\displaystyle x} ma rząd równy {\displaystyle |G|.}

## Grupy skończenie generowane
W przypadku, gdy zbiór {\displaystyle S\subseteq G} jest skończony, grupę {\displaystyle G=\langle S\rangle } nazywa się skończenie generowaną. Gdy grupa skończona jest generowana przez podzbiór {\displaystyle S,} to każdy element grupy można przedstawić w postaci słowa nad alfabetem {\displaystyle S} o długości nie większej niż rząd grupy (zob. gramatyka formalna).
- Każda grupa skończona jest skończenie generowana, ponieważ {\displaystyle \langle G\rangle =G.}
- Liczby całkowite z dodawaniem są przykładem grupy nieskończonej, która jest skończenie generowana tak przez 1, jak i –1. Zbiorami generatorów grupy mogą być jej różne podzbiory; przykładowo, jeżeli {\displaystyle p} i {\displaystyle q} są względnie pierwsze, to na mocy tożsamości Bézouta

{\displaystyle \langle p,q\rangle =\mathbb {Z} .}
Grupa liczb wymiernych z dodawaniem nie mają skończonego zbioru generatorów.
- Żadna grupa nieprzeliczalna nie jest skończenie generowana.
- Gdy {\displaystyle G} jest grupą skończenie generowaną oraz {\displaystyle N} jest jej podgrupą normalną, to grupa ilorazowa {\displaystyle G/N} jest również skończenie generowana.
- Podgrupy grup skończenie generowanych nie muszą być skończenie generowane. Na przykład niech {\displaystyle G} oznacza grupę wolną o dwóch generatorach, {\displaystyle x} i {\displaystyle y} oraz niech {\displaystyle S} będzie podzbiorem {\displaystyle G} składającym się ze wszystkich elementów postaci {\displaystyle y^{n}xy^{-n},} gdzie {\displaystyle n} jest dowolną liczbą naturalną. Podgrupa {\displaystyle \langle S\rangle \subseteq G} nie jest skończenie generowana. Podgrupy skończenie generowanych grupy abelowych są skończenie generowana. Można powiedzieć więcej: klasa wszystkich grup skończenie generowanych jest zamknięta ze względu na rozszerzenia. Aby się o tym przekonać, wystarczy wziąć zbiór generatorów (skończenie generowanej) podgrupy normalnej i ilorazu grupy przez nią: wówczas generatory podgrupy normalnej wraz z przeciwobrazami generatorów ilorazu generują grupę.

## Podgrupa Frattiniego
Element {\displaystyle x} grupy nazywa się nie-generatorem, jeżeli każdy zbiór {\displaystyle S} zawierający {\displaystyle x} dalej generuje {\displaystyle G,} jeśli usunąć z niego ten element. Jedynym nie-generatorem grupy liczb całkowitych z dodawaniem jest {\displaystyle 0.} Zbiór wszystkich nie-generatorów tworzy podgrupę w {\displaystyle G} nazywaną podgrupą Frattiniego.

## Przykłady
Grupa elementów odwracalnych {\displaystyle \operatorname {U} (\mathbb {Z} _{9})} to grupa wszystkich liczb całkowitych względnie pierwszych z {\displaystyle 9} względem mnożenia modulo {\displaystyle 9,} tzn. liczb ze zbioru {\displaystyle \{1,2,4,5,7,8\}} z arytmetyką modulo {\displaystyle 9.} Siódemka nie jest generatorem {\displaystyle \operatorname {U} (\mathbb {Z} _{9}),} gdyż
{\displaystyle \{7^{n}{\pmod {9}}\colon n\in \mathbb {N} \}=\{7,4,1\},}
podczas gdy dwójka jest, ponieważ
{\displaystyle \{2^{n}{\pmod {9}}\colon n\in \mathbb {N} \}=\{2,4,8,7,5,1\}.}
Z drugiej strony, dla {\displaystyle n>2} grupa symetryczna stopnia {\displaystyle n} nie jest cykliczna, tzn. nie jest generowana przez żaden pojedynczy element. Mimo to generowana jest przez dwie permutacje {\displaystyle (1\ 2)} oraz {\displaystyle (1\ 2\ \dots \ n).} Przykładowo dla {\displaystyle S_{3}} jest:
{\displaystyle {\begin{aligned}e&=(1\ 2)(1\ 2),\\(1\ 2)&=(1\ 2),\\(1\ 3)&=(1\ 2\ 3)(1\ 2),\\(2\ 3)&=(1\ 2)(1\ 2\ 3),\\(1\ 2\ 3)&=(1\ 2\ 3),\\(1\ 3\ 2)&=(1\ 2)(1\ 2\ 3)(1\ 2).\end{aligned}}}
Grupy nieskończone również mogą mieć skończone zbiory generatorów. Zbiór generatorów grupy addytywnej liczb całkowitych składa się z jednego elementu, {\displaystyle 1.} Element {\displaystyle 2} nie generuje tej grupy, gdyż brakowałoby w niej liczb nieparzystych. Zbiór dwuelementowy {\displaystyle \{3,5\}} dla odmiany generuje tę grupę, gdyż {\displaystyle (-5)+3+3=1} (w istocie każda para liczb względnie pierwszych generuje tę grupę na mocy tożsamości Bézouta).